# Crooked Lake Park
Crooked Lake Park – jednostka osadnicza w Stanach Zjednoczonych, w stanie Floryda, w hrabstwie Polk.